# Corm
|  | Per a altres significats, vegeu «Corm (desambiguació)». |

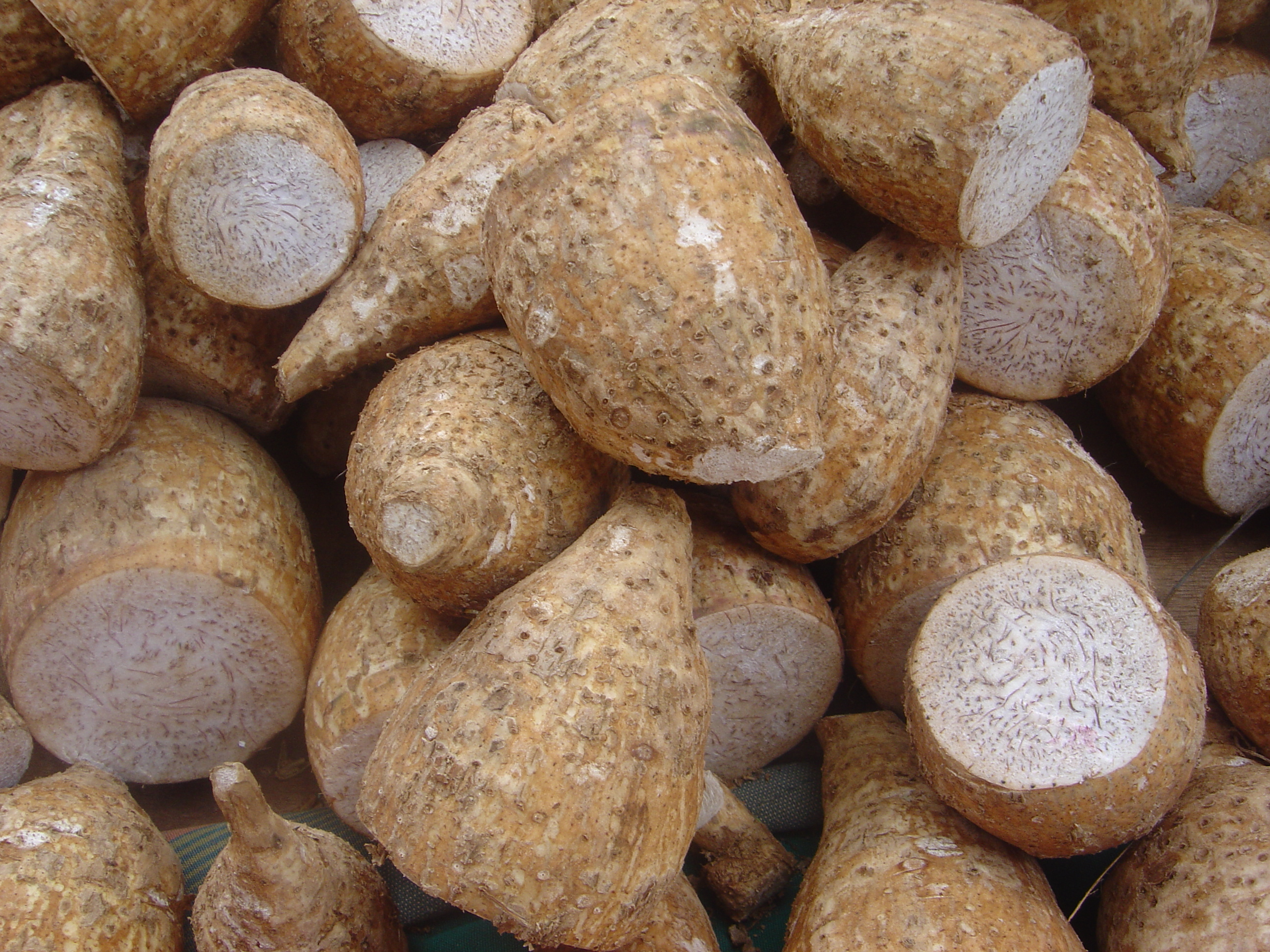
Corms de Taro

Un corm és la tija subterrània d'una planta vertical i engruixida que serveix com òrgan de reserva que fan servir algunes plantes per sobreviure a l'hivern o a altres condicions adverses com la secada i la calor de l'estiu (estivació).

## Estructura d'un corm

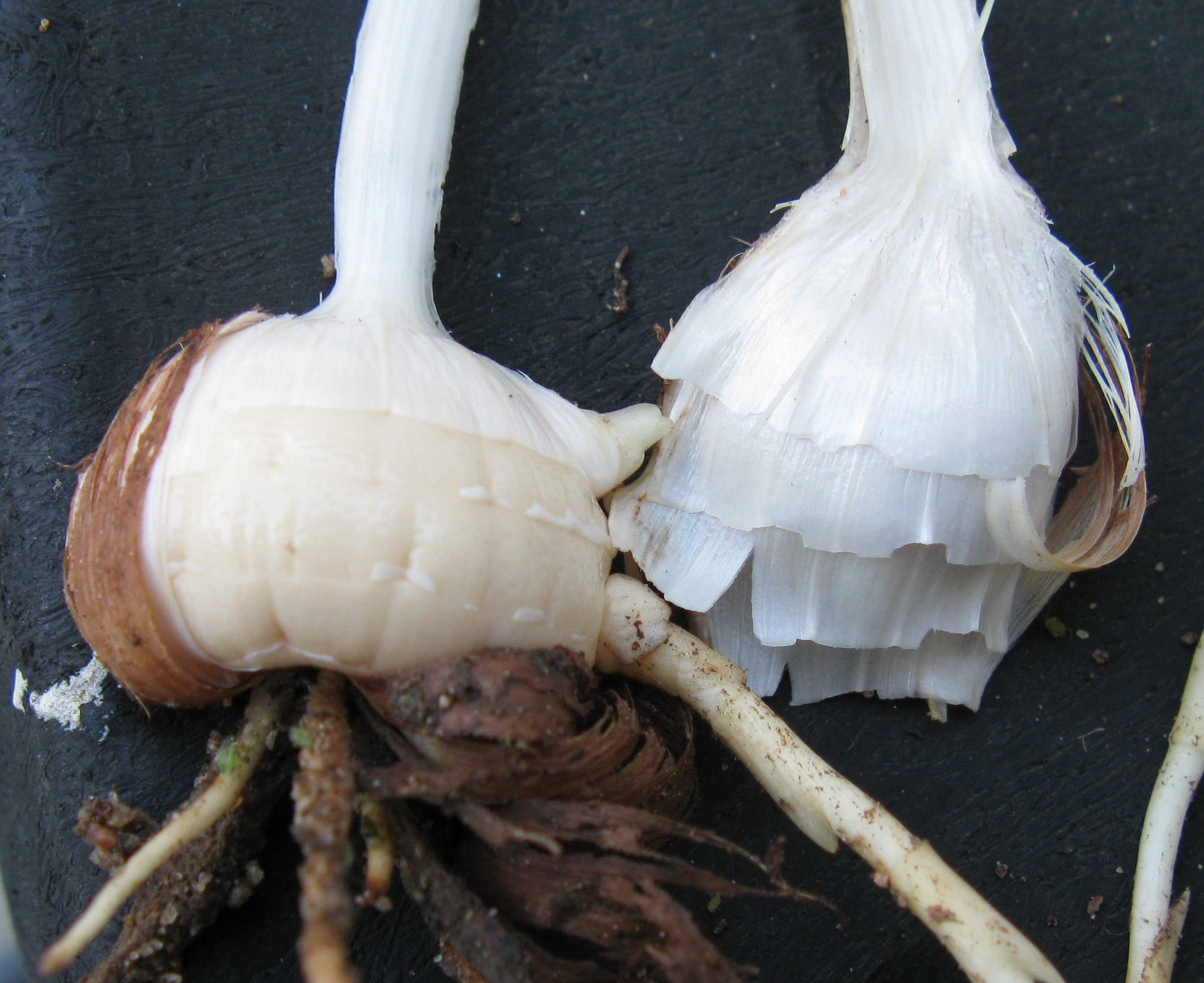
corm de Crocosmia

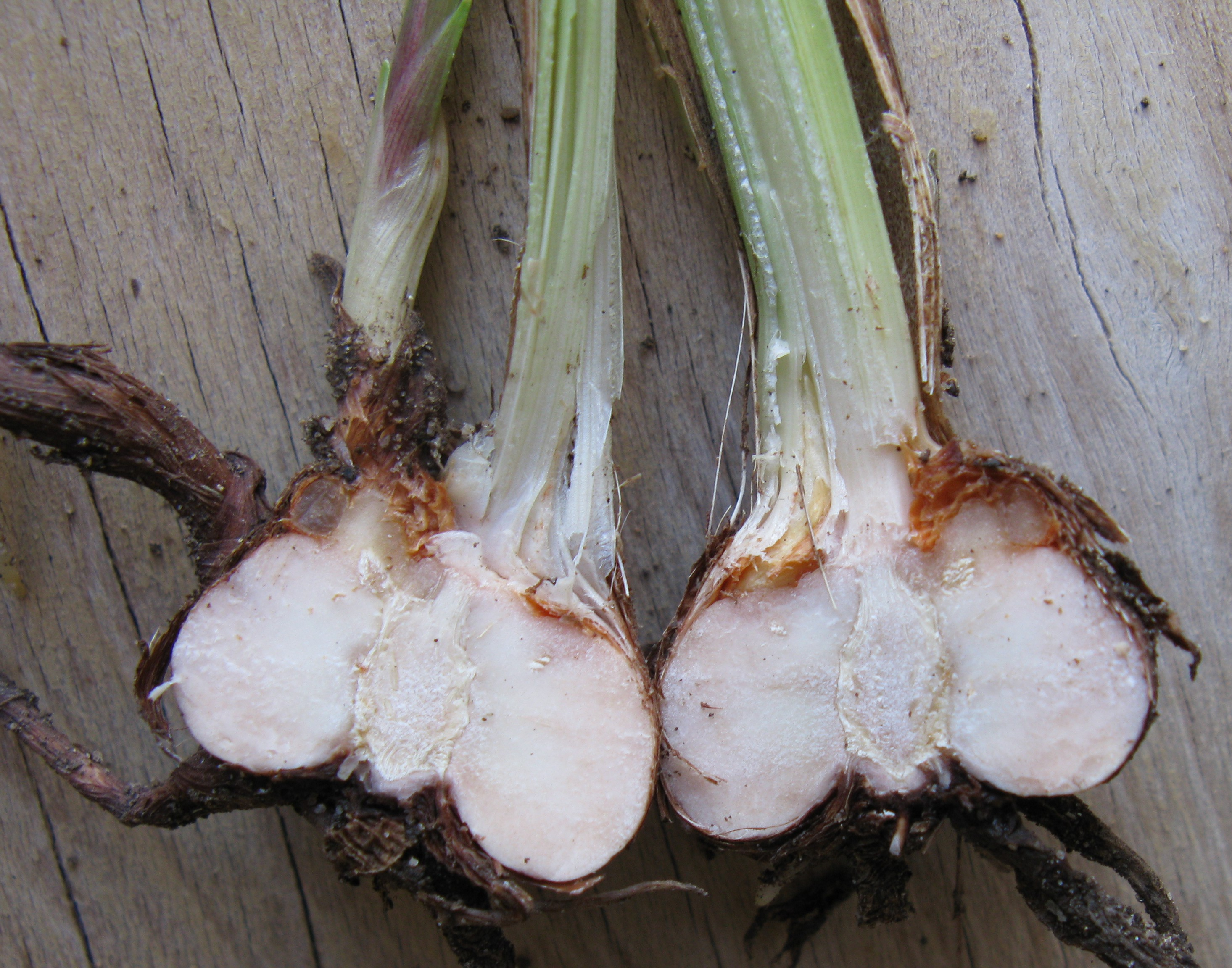
Anatomia del corm de Crocosmia mostrant la túnica, el còrtex del teixit de reserva, la medul·la central i l'emerència d'un nou corm prop de la punta.

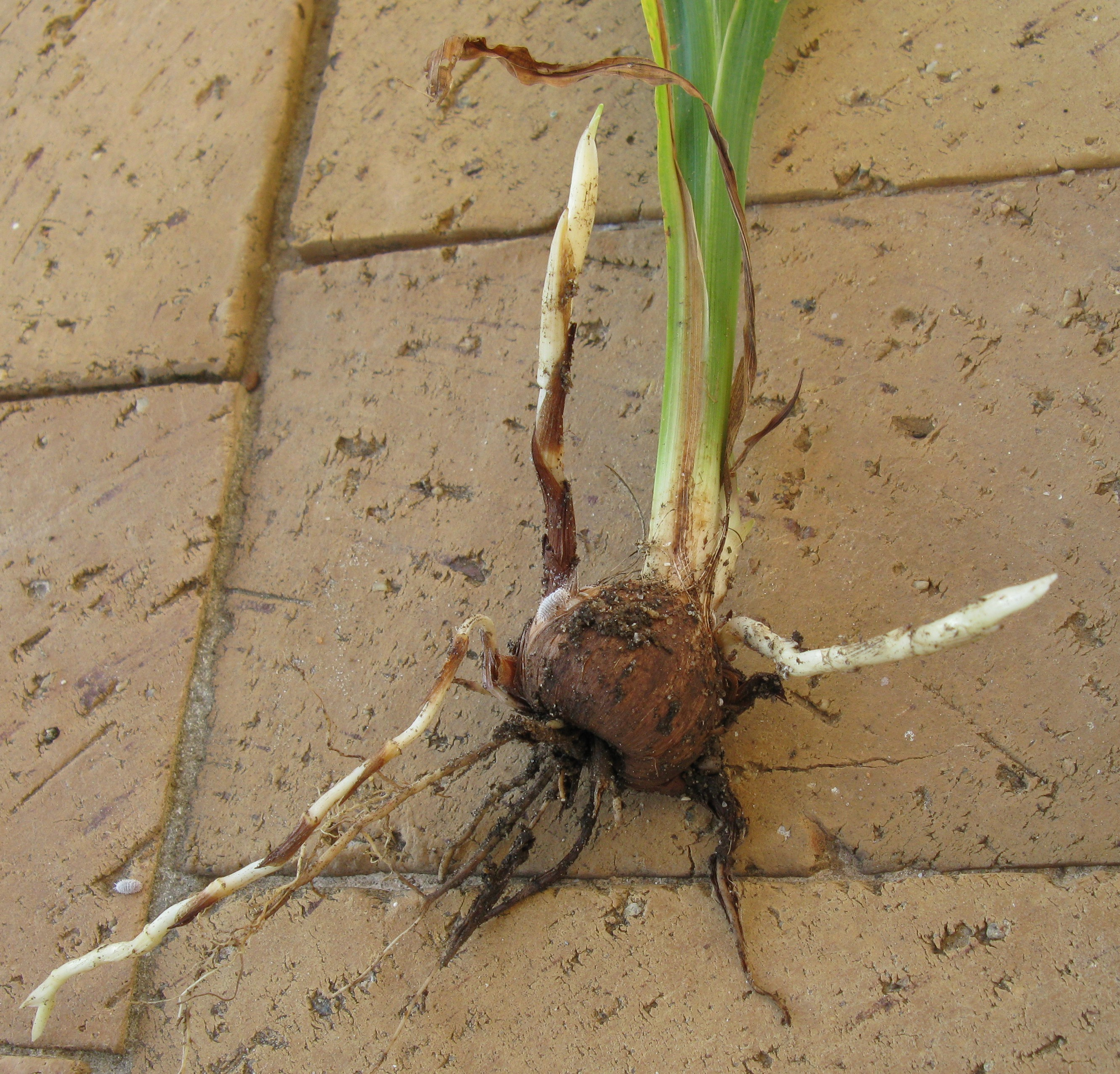
corm de Crocosmia amb un estoló emergint a través de la túnica

Un corm conta d'un o més entrenusos amb, com a mínim, un punt de creixement, generalment amb fulles protectores modificades en pells o túniques. La túnica d'un corm es forma a partir de làmines de pecíols morts produïts en anys anteriors. Les túniques d'algunes espècies són primes, seques i papiràciescom a mínime ne plantes joves, tanmateix en algunes famílies com les Iridaceae, la túnica d'un cormmadur pot ser una protecció formidable. Altres espècies, com moltes del gènere Lapeirousia, tenen túniques de capes llenyoses dures.
Internament un corm està principalment fet de parènquima que conté cèl·lules de midó sobre un nus basal circular que fa créixer les rels.
Les plantes amb corms es poden propagar tallant els corms en seccions i replantant-los. Cada secció amb un borró pot generar un nou corm.

## Corm i bulb comparats
Els corms de vegades es confonen amb els autèntics bulbs; la seva aparença externa és similar a la dels bulbs i erròniament se'n diuen bulbs. Els corms són tiges que estan estructurades internament amb teixits sòlids, els quals els fan diferents dels bulbs, ja que aquests principalment estan fets per esquames de capes carnoses que són fulles modificades. Com a resultat, quan un corm es talla pel mig és sòlid, mentre quan un autèntic bulb es talla pel mig està fet per capes. Els corms són estructuralment tiges de plantes, amb nusos i entrenusos amb borrons i produeixen arrels adventícies. A la part de dalt del corm, un o uns pocs borrons creixen en forma de brots que produeixen fulles i flors normals.

## Cormels
Els corms poden produir molts petits cormets anomenats cormels, des de les zones basals dels nous corms en creixement, especialment quan resulta danyat el punt principal de creixement. Es fan servir per a propagar plantes amb corms.
Els cormels en la planta silvestre són una important estratègia de supervivència davant l'acció dels herbívors.

## Arrels
Molts corms produeixen dos tipus diferents de rels. Les que creixen a partir de la base del corm són arrels fibroses normals. L'altre tipus de rels són més gruxudes i en capes que es formen a mesura que els nous corms van creixent i s'anomenen arrels contràctils i empenyen el corm endins el sòl, Wurmbea marginata és un exemple.

## Plantes amb corms
Entre les plantes cultivades amb corms s'inclou:
- Arisaema
- Bessera
- Banana (Musa spp.)[3]
- Brodiaea
- Colchicum
- Crocosmia
- Crocus, incloent la safranera
- Dichelostemma
- Dierama
- Eleocharis dulcis
- Ensete spp.
- Freesia
- Gladiolus
- Algunes espècies del gènere Iris
- Konjac
- Liatris
- Milla
- Montbretia
- Pulaka
- Romulea
- Sagittaria spp.
- Tecophilaea
- Taro (Colocasia esculenta, Alocasia macrorrhiza)
- Xanthosoma spp. (malanga, cocoyam, tannia, i altres noms)